# شربيل دفلي الورق
شَرْبِيل دفلي الورق أو نَّهْب دفلي الورق (الاسم العلمي: Kleinia neriifolia)، نوع نباتات المُزهرة من فصيلة النجمية. إنهُ مستوطن في جزر الكناري. كان يسمى سابقا سينيسيو كليينيا (Senecio kleinia):353.